# Wapen van Jakarta

Wapen van Jakarta
(sinds 1964)

Het wapen van Jakarta heeft de vorm van een vijfhoekig schild. Het schild stelt een poort voor. In het midden staat een afbeelding van het Monumen Nasional dat aan de linker- en rechterkant omringd is met rijst en katoen. Daaronder staat een gestileerde afbeelding van een golf. Het regionale motto, jaya raya, staat in rode letters.
Het wordt niet alleen gebruikt als officieel embleem van de regering, maar ook als onderdeel van het logo van de voetbalclub Persija Jakarta.

## Symboliek
Het Monumen Nasional is een oriëntatiepunt van Jakarta en staat daarom afgebeeld op dit embleem. Het Monumen Nasional is ook een symbool van pracht, strijdkracht en creativiteit. De poort symboliseert de stad en de specialiteit van Jakarta als in- en uitgang voor nationale activiteiten en internationale betrekkingen. Katoen en rijst symboliseren de welvaart of inspanningen van Jakarta, dat vastbesloten is om te voorzien in de kleding- en voedselbehoeften van zijn burgers. Het gouden touw symboliseert vereniging en eenheid. De golf verbeeldt de ligging van Jakarta aan de kust en Jakarta als havenstad. Het vijfhoekige schild symboliseert Pancasila. Net als het regionale motto Jaya raya, de slogan van de strijd van Jakarta.
De symboliek van de kleuren is als volgt:
- De gouden kleur op de rand van het schild is een symbool van glorie.
- De rode kleur in het vers staat symbool voor heldendom.
- De witte kleur van de poort staat symbool voor zuiverheid.
- De witte kleur op het Nationaal Monument staat symbool voor de pracht en praal van nobele creaties.
- De gele kleur van rijst en het groen en wit van katoen staan symbool voor welvaart en rechtvaardigheid.
- De kleur blauw staat symbool voor vrije en uitgestrekte ruimte.
- De witte kleur van de golven staat symbool voor de liefdevolle aard van de zee.

In het Sanskriet betekent jaya raya "Jaya en besar (groot)".

## Geschiedenis

30 augustus 1951 - 26 juni 1963
26 juni 1963 - 15 juli 1964
15 juli 1964 – heden